# Abdullah Aldossary
Abdullah Saad Aldossary (9 stycznia 1997) – saudyjski zapaśnik walczący w stylu klasycznym.
Zajął dwunaste miejsce na mistrzostwach Azji w 2020. Brązowy medalista mistrzostw arabskich w 2024. Drugi na Światowych Igrzyskach Sportów Walki w 2023 roku.